# Svaz komunistů Jugoslávie
Svaz komunistů Jugoslávie (v srbštině a chorvatštině Savez komunista Jugoslavije/Савез комуниста Југославије), před rokem 1952 známý také jako Komunistická strana Jugoslávie, byla komunistická strana v Jugoslávii.

## Historie

### Meziválečná Jugoslávie

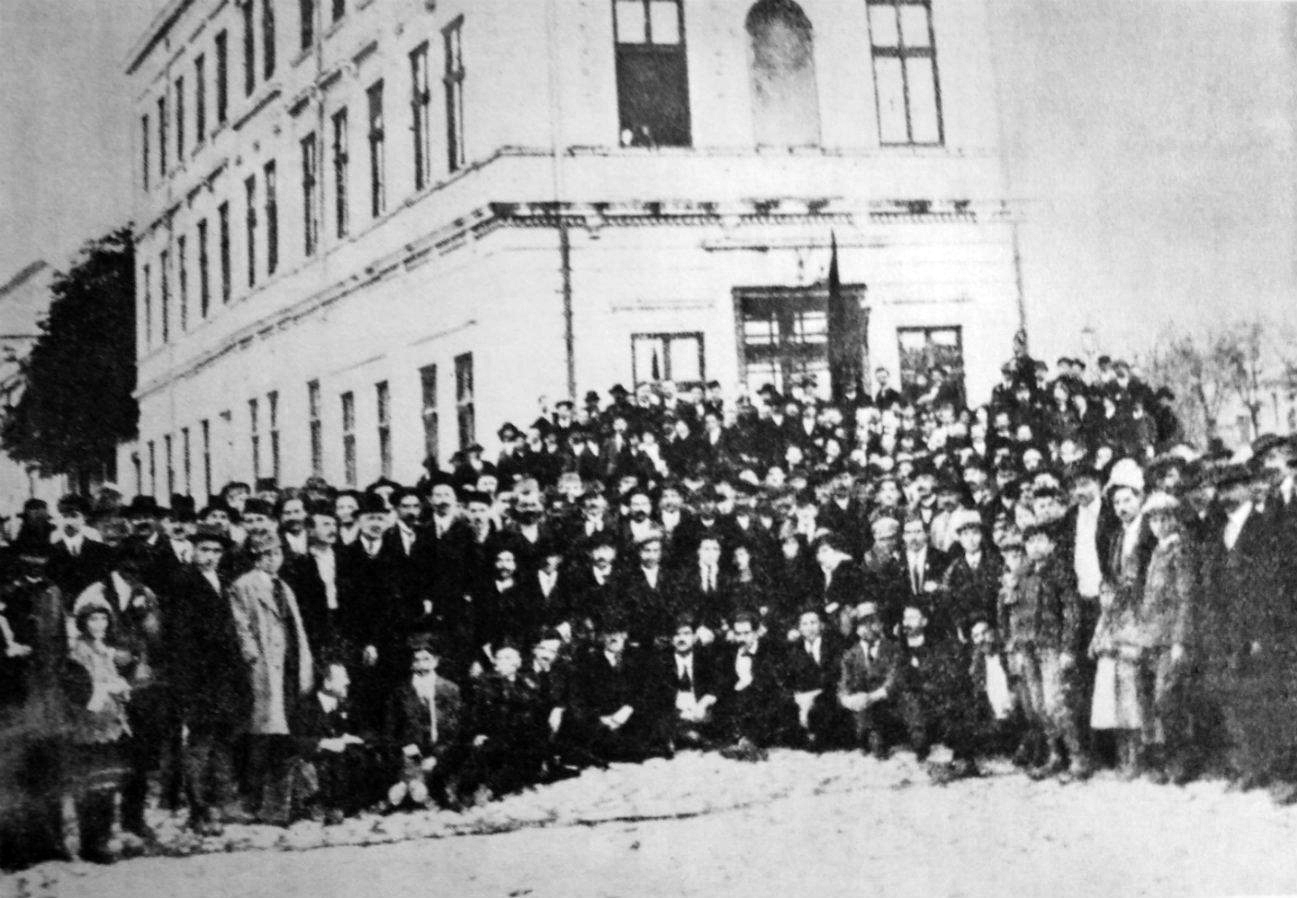
Delegáti prvního sjezdu Socialistické dělnické strany, Bělehrad 1919.

Založena byla roku 1919 v Bělehradu pod názvem Socialistická dělnická strana (Socijalistička radnička partija). Jejím předsedou se stal Filip Filipović, který se plně ztotožnil s leninovým politickým programem, který měli ruští komunisté. Po počátečních úspěších (1920) (v některých oblastech Jugoslávie, např. v Černé Hoře a v Makedonii – tedy hlavně chudých oblastech – získávala až desítky procent hlasů) byla královskou vládou zakázána. Komunisté, nadšeni úspěchy Rudé armády během ruské občanské války snili o převzetí moci i v Jugoslávii a začlenění země pod Sovětský svaz formou konfederace. K tomu využívali řadu propagandistických nástrojů, především šíření informací o případném převratu v Maďarsku, kde by vojenská intervence královské armády vedla k odstranění Maďarské republiky rad, pod vedením Bély Kuna.
V prosinci 1920 byla strana zakázána a začaly ostré represe. Komunisté byli nuceni přejít do ilegality, kde působili až do druhé světové války. Jako ilegálně fungující organizace čelili silnému tlaku režimu, který zesílil především po zavedení osobní královské diktatury v roce 1929. Kdysi vlivná strana tak v druhé polovině 20. let a první polovině třicátých stála na pokraji konce a neměla téměř žádný vliv. Čelní představitelé KSJ v meziválečné době na četných tajných zasedáních (některé z nich se konaly i mimo území Jugoslávie, především v Německu, Rakousku, či Československu) přijali myšlenku, že je nezbytné zemi rozbít a nahradit ji svazem socialistických republik. Tento přístup byl v souladu s politikou Sovětského svazu, který měl s královskou Jugoslávií velmi špatné vztahy a v případě války v Evropě očekával spojence.
Jugoslávští komunisté se znovu zaktivizovali v polovině 30. let poté, co došlo k zmírnění praktik diktatury krále Alexandra. Strana byla sice i nadále v ilegalitě, avšak začala rozvíjet celou řadu aktivit; byla přítomna v různých průmyslových podnicích i na vysokých školách. Organizovala setkání, kde odsuzovala své ideové nepřátele, kromě domácích politických představitelů to byli dále i němečtí a italští fašisté.
Během přelomu 20. a 30. let strana procházela vnitřními pnutími. Existovala v ní celá řada frakcí, bojujících o moc a zastupujících různé názory. Zformovala se levá i pravá frakce; jedna požadovala likvidaci Jugoslávie jako žaláře národů (což byl převažující názor), který podporovali především nesrbští zástupci, druhá chtěla Jugoslávii uchovat jako socialistickou federaci. Strana tehdy dostávala instrukce ze Sovětského svazu. Byli to právě Sověti, kteří dospěli k názoru, že takto dále nemohou jugoslávští komunisté pokračovat. Pro vedení strany si nakonec vybrali mladého zámečníka, odboráře a revolucionáře, Josipa Broze. Ten prohlásil, že se mu rozdělení strany na jednotlivé frakce „přímo hnusí“.[zdroj?] Pozdější jugoslávská historiografie (pod značným vlivem komunistické propagandy) vznímala Titův příchod do čela strany jako konec frakčního boje ve straně.
Vlivný člen strany i Kominterny Sima Marković, představitel tehdy nejsilnější frakce, tak byl postupně odstaven od moci a fyzicky zlikvidován v SSSR. Jugoslávští komunisté se nakonec plně podřídili Stalinově doktríně. Tito začal s restrukturalizací strany, během které používal metody, ne nepodobné těm, známým ze Sovětského svazu.[zdroj?] O dva roky později byl zvolen za jejího předsedu.[zdroj?] Počet členů strany začal postupně narůstat.[zdroj?]

### Druhá světová válka

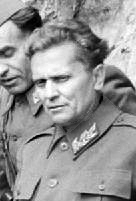
Josip Broz Tito během druhé světové války

V letech 1941 až 1945 vedla komunistická strana národně-osvobozenecký partyzánský boj proti nacistickým a křesťansko-fašistickým silám (Třetí říše, Nezávislý stát Chorvatsko, Itálie). Oslabené síly Osy v druhé světové válce prohrály a partyzáni se ujali také díky vojenské pomoci spojenců moci. Ve stejnou dobu se podařilo obratnou zahraniční politikou sesadit královský režim, jehož předáci žili v exilu v Egyptě a zároveň získat podporu i pozornost západních zemí.

### První poválečná léta
V Jugoslávii byl ustanoven systém vlády jedné strany a provedena kompletní reforma státního uspořádání (vznik lidově demokratické republiky). Komunisté získali absolutní moc, nikoliv ovšem bouřlivým převratem či revolucí jako tomu bylo v celé východní Evropě (prostřednictvím jediných voleb), ale postupně, aby nebyla ohrožena legitimita režimu před západními spojenci. Komunisté postupně obsadili všechna klíčová místa ve fungování státu a proto se mohli věnovat transformaci státu podle svých představ – znárodnění, kolektivizaci a industrializaci.
Josip Broz Tito jako se vůdce s neotřesitelnou autoritou stal rozhodným vůdcem. Nebál se ani Sovětského svazu. Když byl odkryt sovětský záměr využít země rodícího se východního bloku k hospodářskému rozvoji především Moskvy (prostřednictvím sovětských poradců a smíšených podniků), došlo k ostrému sporu mezi Titem a Stalinem, který nakonec vyústil v sérii vzájemných obvinění, kolujících na trase z Moskvy do Bělehradu. Velmi ambiciózní byla také i jugoslávská zahraniční politika, která se už od začátku profilovala jako na Moskvě nezávislá.
Na 5. sjezdu strany jugoslávští komunisté masivně manifestovali svojí odhodlanost stát za vlastním vedením a „zradit“ tak SSSR. Následovala ekonomická blokáda, která se také podepsala na jugoslávském hospodářství. Jugoslávie byla vyloučena z informbyra a vedení této organizace nebylo nakonec v Bělehradu, jak se plánovalo, ale v Bukurešti. Nemalá část těch, kteří podporovali Stalina opustila Jugoslávii a emigrovala jak do SSSR, tak i do ostatních východoevropských zemí, včetně například Československa.

### FLRJ a SFRJ

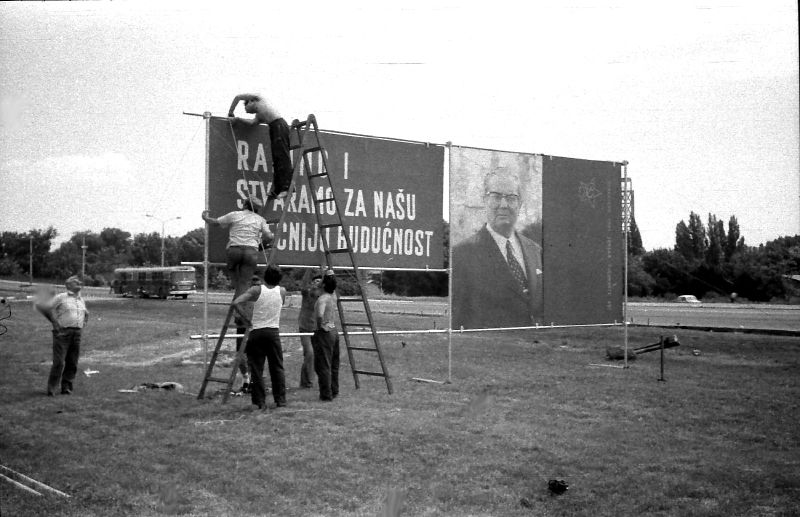
Ačkoliv se jugoslávští komunisté chtěli prezentovat jako „nedogmatici“ a síla, která vždy rozumí době a je schopna na ni najít svoji odpověď, i ona držela pevně moc a k poukázání na vlastní cíle využívala stejně jako tomu bylo v případě východní Evropy propagandy.

V následujících letech se jugoslávská komunistická strana rozhodla vybudovat vlastní podobu socialistického státu prostřednictvím zavedení tzv. samosprávy pracujících a otevření se novým myšlenkám. I přesto však byly debaty členů SKJ velmi bouřlivé. Přerozdělování finančních prostředků pro jednotlivé republiky vyvolávalo veliké rozmíšky i mezi komunisty, ne nepodobné těm z jednání parlamentu královské Jugoslávie. V rámci strany se tak začala profilovat různá křídla. V roce 1953 se mimo hlavní ideový proud strany ocitl Milovan Đilas, který se pustil do kritiky tehdejšího politického kurzu. Jugoslávští komunisté zmobilizovali (podobně jako v případě roztržky se Stalinem) všechny své síly, aby Đilase očernili, byť zpočátku byli k jeho kritice ve snaze prokázat demokratický charakter strany tolerantní.[zdroj?]
V národním hospodářství navíc začaly být stále častěji na konci 50. a hlavně začátku 60. let rozšiřovány liberální a tržní prvky, což vedlo k dilematu mezi vedením SKJ. Jugoslávští komunisté se rozdělili na dva tábory. A rozdělené bylo i vedení – zatímco Edvard Kardelj jako představitel decentralistických sil byl spíše teoretikem jugoslávské cesty k socialismu a pokoušel se ji aplikovat v praxi, Aleksandar Ranković zastával spíše centralistické ideje. V oblasti ekonomické zvítězil proud konzervativní (ekonomická reforma byla zastavena), v oblasti politické však proud liberální.
Po Brionském plénu se vnitřní spory ukázaly naplno. Pád Rankoviće uvolnil cestu k realizaci Kardeljových myšlenek. Proces relativní liberalizace v jugoslávské společnosti vedl u řady členů k názoru, že strana může ztratit nakonec kontrolu nad fungováním státu a být upozaděna. Tito se pokoušel tyto obavy, které hlásali hlavně byrokraté, neustále vyvracet. Na druhou stranu liberalizační procesy zasáhly i stranu samotnou; na konci 60. let došlo k decentralizaci; delegáti byli nyní odpovědni spíše republikovým a oblastním orgánům, než svazovým. Odstraňování důsledného dohledu Bělehradu bylo interpretováno jako zavádění samosprávy pracujících (tzv. samoupravljanja) do oblasti politiky. Tento proces však byl během 70. let v souvislosti s invazí do Československa a Chorvatským jarem zmírněn.
Invaze do Československa byla v Jugoslávii vnímána jako vážný problém, především proto, že se vedení SKJ obávalo, že by mohlo být další na řadě po Praze. Krátce po okupaci nicméně začal prudce růst počet členů komunistické strany; zatímco během prvních několika měsíců roku přijal SKJ okolo dvaceti tisíc nových členů, na konci roku 1968 získal již 150 tisíc nových straníků. Většina nových členů byli mladí lidé; učni a studenti. Omládnutí členstva SKJ pomohlo komunistům částečně zvrátit nepříliš šťastný trend pomalého, ale jistého stárnutí celé organizace. V roce 1978 měla strana 1 623 612 členů.
Podobně jako v Jugoslávii, i ve straně samotné byl po roce 1980 uplatněn systém kolektivního vedení, který ovšem namísto demokratizace přinesl spíše nejednotu. Představitelé jednotlivých republik prosazovali stále více zájmy svých částí státu, než celosvazové. Mezi vedoucími osobnostmi jugoslávských komunistů chyběly až do 13. sjezdu charismatické osobnosti, a tak bylo velmi těžké realizovat jakoukoliv jednotnou vizi. Demokratizační procesy v západní části Jugoslávie navíc znamenaly významný problém – slovinští komunisté začali opouštět myšlenku demokratického centralismu a klanět se spíše ke konceptu sociální demokracie, což bylo z pohledu Bělehradu nepřijatelné. Po 13. sjezdu strany se jugoslávští komunisté rozhodli ekonomické a politické problémy vedení řešit zvolením nové generace vůdců, což ale vedlo k úspěchu především těch, kteří budou nakonec známi jako ti, stojící v čele svých republik těsně na konci existence společné Jugoslávie.
V roce 1982 měl jugoslávský svaz komunistů 2,2 milionu členů. K tomu přispěla především úspěšná kampaň mezi studenty a také sovětská invaze do Afghánistánu, který byl, stejně jako Jugoslávie, nezúčastněnou zemí.
Jugoslávští komunisté museli řešit stále rostoucí řadu ohromných problémů. Kromě již tradiční svízelné hospodářské nevyváženosti celé Jugoslávie (ke konci 80. let byla ekonomická síla Slovinska 10x větší než v případě Kosova) rychle přibyly: inflace, nezaměstnanost, nacionalismus, zadluženost. Stále ožehavější byla i kosovská otázka; region, který byl dříve držen tvrdě pod policejní kontrolou a operovaly v něm tajné služby se v okamžiku, kdy se poměry liberalizovaly stal semeništěm protisrbských i protijugoslávských nálad. Neschopnost tyto problémy vyřešit vedla nakonec k postupnému rozkladu a rozpadu jugoslávských komunistů.

### Rozpad SKJ

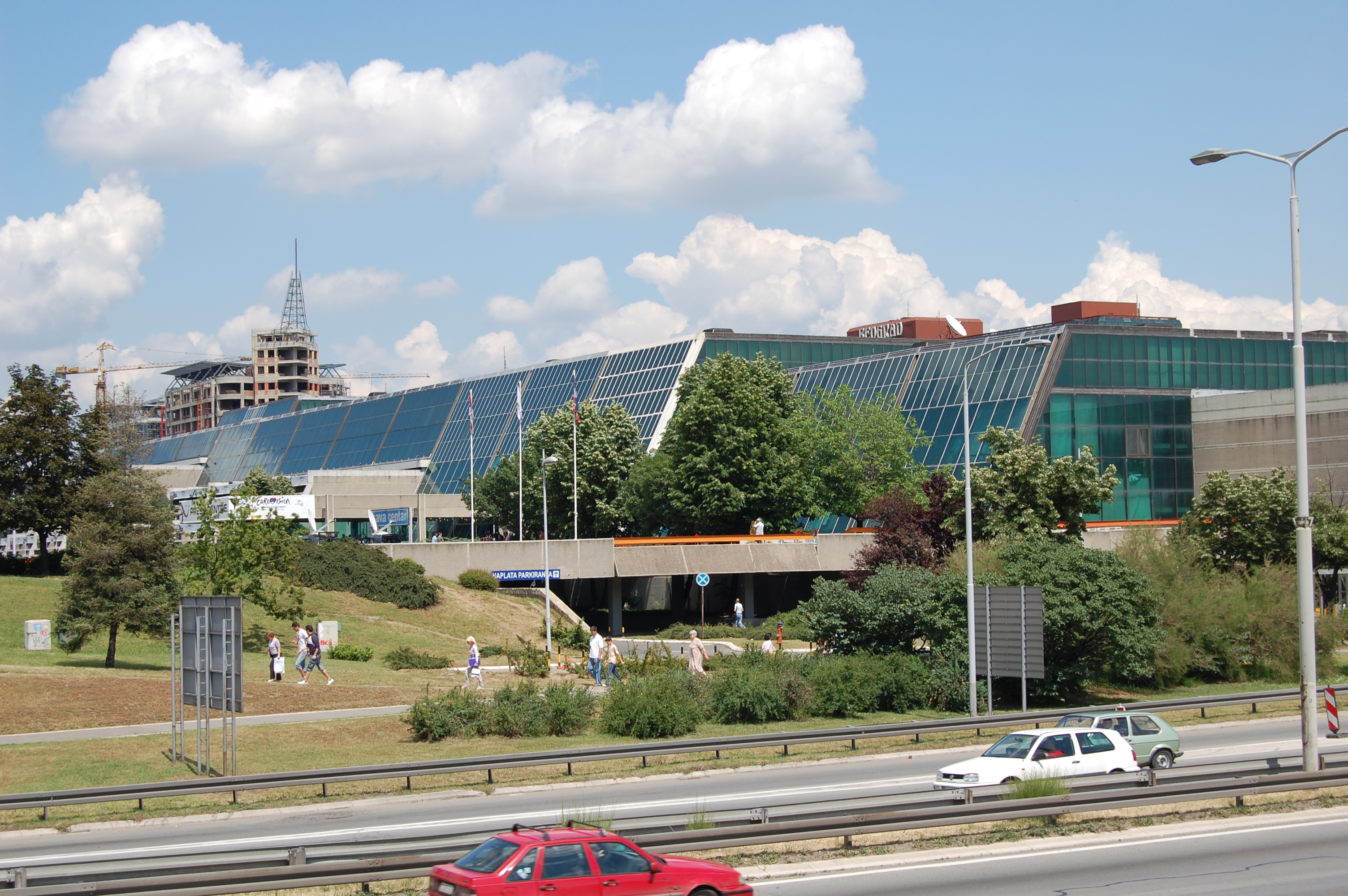
Sava centar, místo konání řady jugoslávských komunistických mítinků, včetně toho posledního, v lednu 1990

Jugoslávská komunistická strana byla stranou držící veškerou moc. Uspořádání státu mělo v duchu tradice marxismu vést k postupnému „odbourávání“, či spíše „odumírání“ státu. Proto komunisté prosazovali, aby byly významnější pravomoci předávány jednotlivým republikám a autonomním oblastem. Přestože byl v Jugoslávii uplatněn federativní model státního zřízení, vrcholní komunisté ostře odmítali takový systém aplikovat i v samotné straně, neboť by to vedlo k jejímu faktickému rozpadu. Hlavním stabilizačním prvkem v socialistické jugoslávii totiž nebyl stát, či svazová výkonná rada (vláda) ale právě SKJ, který musel zůstat jednotnou organizací. Od roku 1987 se začaly objevovat komplikace spojené s vnímáním komunistické ideologie v jednotlivých svazových republikách. Slovinci prostřednictvím svého svazu komunistů zahájili liberalizační proces a později se ostře postavili proti ambicím Slobodana Miloševiće rozšířit jeho vlastní kurz politiky do všech svazových republik.
Na ideologické úrovni byli jugoslávští komunisté v druhé polovině 80. let 20. století v těžké krizi. Model jakéhosi „liberálního socialismu“ vyústil do hluboké ekonomické i společenské krize, kterou politické vedení, složené především ze starých, mnohdy ještě partyzánské boje pamatujících osobností, nedokázalo, či odmítalo řešit. Jenom v období mezi lety 1978 až 1986 se průměrný věk ve straně zvýšil; podíl mládeže se snížil z 34 na 21 %. Zvýšil se také i tlak ze zahraničí, a to jak ekonomický (Jugoslávie musela vrátit enormní půjčky, které získala během několika prvních poválečných desetiletí), tak i politický (západ se začal důsledněji zabývat otázkou lidských práv v Jugoslávii). Perestrojka a později pád komunistických režimů ve východní Evropě otevřely i v Jugoslávii řadu do té doby pro vládnoucí komunisty nepřijatelných otázek. Namísto „samosprávy pracujících“ se velmi rychle začalo debatovat o „demokratickém socialismu“ a především pluralitě politických stran. Na podzim 1989 se komunisté zmohli již jen na obranu Titova jména před útoky politických oponentů, připomínání úspěchů z druhé světové války a příslib, že politická pluralita bude co nejdříve uvedena do praxe.
S nástupem Miloševiće došlo k obrodě centralistických vizí uspořádání Jugoslávie, které dříve reprezentoval právě Aleksandar Ranković. Během tzv. protibyrokratické revoluce byly prostřednictvím řady masových mítinků do vedoucích funkcí v několika svazových republikách a oblastech dosazeny osobnosti loajální právě Miloševićovi. Podobný scénář se mohl realizovat ve všech jugoslávských republikách, čemuž chtělo tehdejší politické vedení neloajální Miloševićovi zabránit. Svaz komunistů Srbska a Svaz komunistů Slovinska, byť jen republikové organizace jedné jediné politické strany, začaly prosazovat zcela odlišnou politiku. Ke Slovincům se později přidali i Chorvati, kteří byli rovněž znepokojeni Miloševićovou politikou, která především cílila na chorvatské Srby.
Výsledkem byl ostrý spor, který vedl nakonec do faktického rozpadu SKJ během 14. sjezdu strany v lednu 1990. Kromě toho, že se – stejně jako ve východním bloku – zřekli jugoslávští komunisté mocenského monopolu, slovinští a nedlouho poté také i chorvatští komunisté opustili jednací sál a vrátili se domů.
Ideový spor v lednu 1990 se točil okolo myšlenky, bude-li SKJ jednotnou monolitní organizací tak, jak jí byl léta (což byl návrh srbský), nebo se stane jakýmsi „svazem svazů“, kam si budou jednotlivé republiky SFRJ delegovat své zástupce podle vlastní vůle. Dobový tisk se pustil do ostrých kritik vždy té druhé strany a jakákoliv shoda nebyla možná; slovinští zástupci očekávali pouze přijetí vlastních návrhů, srbská strana považovala Slovince za kontrarevolucionáře a bojovníky za zničení společného státu.